# Linda Zilliacus
Linda Zilliacus, född Gyllenberg den 25 april 1977 i Helsingfors, är en finlandssvensk skådespelare. Hon är mest känd för sina huvudroller i filmerna Ondskan (2003) och Om Sara (2005).

## Biografi
Zilliacus har sedan 1988 medverkat i en mängd film-, TV- och teaterproduktioner. Hon avlade magisterexamen i scenkonst vid Teaterhögskolan i Helsingfors 1999. Hon är sedan 2001 gift med skådespelaren Tobias Zilliacus och tillsammans har de tre barn. Hon är syster till författaren Matilda Gyllenberg, och professor Helge Gyllenberg var deras farfar.
Hon var Vegas sommarpratare 23 juli 2021.
Den 1.8.2025 tillträder Zilliacus som ny chef för Wasa Teater. Hon efterträder Ann-Luise Bertell.

## Filmografi (i urval)
- 1988 – Gubben i skåpet (TV-serie) (roll: Sonja)
- 1998 – Det finns flera sätt att simma (TV-serie) (roll: Barbie)
- 1998 – Ihon aika (roll: Vieno)
- 1999 – Kirjava silta (TV-serie) (roll: Inka)
- 1999 – History is made at night (roll: Maija)
- 2000 – Falkenswärds möbler (TV-serie) (roll: Jenny)
- 2000 – Hovimäki (TV-serie) (roll: Hanna)
- 2002 – Kuutamolla (roll: Ilona)
- 2003 – Fling (TV-serie) (roll: Victoria)
- 2003 – Operation Stella Polaris (TV-serie) (roll: Christina)
- 2003 – Ondskan (roll: Marja)
- 2005 – Om Sara (roll: Sara)
- 2006 – Isabella (TV-serie) (roll: Charlotta)
- 2007 – Labyrint (TV-serie) (roll: Sofi Ramhäll)
- 2007 – August (TV-serie) (roll: Siri von Essen)
- 2011 – Anno 1790 (TV-serie) (roll: Magdalena)
- 2011 – Maria Wern - Svart fjäril (roll: Felicia)
- 2016 – Tjockare än vatten (TV-serie)
- 2018 – Sthlm Rekviem (TV-serie)
- 2019 – Dirigenten (TV-serie)
- 2020 – Lasse-Majas detektivbyrå (TV-serie)
- 2021 – Yellow Sulphur Sky
- 2024 – Håkan Bråkan 2

## Scenroller (i urval)
- 1997 – Den italienska halmhatten (Skärgårdsteatern, roller: Virgine och Clotilde)
- 1997 – Lulu (Svenska teatern, roll: Kadega)
- 1997 – King Creole (Åbo svenska teater, roll: Nellie)
- 1998 – Fylla sex (Svenska teatern, roll: Denise)
- 1999 – Tre systrar (av Anton Tjechov) (Teater högskolan, roll: Irina)
- 1999 – Pop corn (Svenska teatern, roll: Velvet)
- 2000 – Drakarna över Helsingfors (Teater Viirus, roll: Cia)
- 2000 – Den hemliga trädgården (Unga teatern, roll: Mary)
- 2001 – Bernarda Albas hus (Teater OZon, roll: Adela)
- 2002 – Kometen kommer (Unga teatern, roll: Sniff)
- 2002 – Mother (Teater OZon/ Teater Viirus, roll: Linda)
- 2004 – Barnet med badvattnet (Teater Viirus)
- 2006 – Den dansande prästen (Svenska teatern)
- 2011 – Morbror Vanja (Klockriketeatern, Andriy Zholdak; roll: Jelena)